# Monte (Candelária)
O  Monte é um povoado português localizado na freguesia da Candelária, concelho da Madalena do Pico, ilha do Pico, arquipélago dos Açores. 
Nesta localidade encontra-se edificada a Ermida de Santo António do Monte, cuja construção recua ao século XX, mais precisamente a 1911.